# FC Podolye Podolsk
El FC Podolye (del ruso: ФК «Подолье») es un club de fútbol ruso del raión de Podolsk, fundado en 1996. El club disputa sus partidos como local en el estadio Podolye y juega en la Segunda División de Rusia, el tercer nivel en el sistema de ligas ruso.

## Historia
El club fue fundado en 1996 como FC Podolye Klimovsk, hasta que en 2002 fue reubicado en la ciudad de Podolsk, donde adquirió el nombre de FC Podolye Podolsk. El club fue conocido entre 2005-2009 como FC Podolye Voronovo.

## Jugadores
Actualizado al 5 de septiembre de 2012, según RFS.